# Заленче (Великопольське воєводство)
Заленче (пол. Załęcze, нім. Königsdorf) — село в Польщі, у гміні Равич Равицького повіту Великопольського воєводства.
Населення — 143 особи (2011).
У 1975-1998 роках село належало до Лешненського воєводства.

## Демографія
Демографічна структура станом на 31 березня 2011 року:
|          | Загалом | Допрацездатний вік | Працездатний вік | Постпрацездатний вік |
| -------- | ------- | ------------------ | ---------------- | -------------------- |
| Чоловіки | 74      | 20                 | 50               | 4                    |
| Жінки    | 69      | 15                 | 42               | 12                   |
| Разом    | 143     | 35                 | 92               | 16                   |